# Kaiji

## Trama
Tres años después de graduarse de la secundaria, y mudarse a Tokio para conseguir un trabajo, Kaiji Ito falla en encontrar un empleo estable, a causa de la primera recesión desde la Segunda Guerra Mundial. Deprimido, se queda en su apartamento, perdiendo el tiempo con bromas baratas, apuestas, alcohol y cigarrillos. Kaiji siempre está pensando en el dinero, y su pobreza perpetua frecuentemente lo lleva a las lágrimas. La miseria de Kaiji continúa, hasta que llega una visita inesperada de un prestamista llamado Yuuji Endou, que quiere recuperar una gran deuda que Kaiji había firmado junto con su compañero de trabajo. Endou le da dos opciones: pasar los siguientes diez años intentando pagar su gran deuda o subir por un día al barco de apuestas y juegos de mesa "Espoir" y saldar su deuda. El prestamista presiona a Kaiji para que acepte la oferta, pues creía que él nunca regresaría del viaje.
Sin embargo, Kaiji sobrevive a la apuesta, y es invitado a otra noche de juego, esta vez en el hotel Starside. A pesar de no confiar en la oferta, su compañero Sahara lo convence para ir. Después de ser el único superviviente del Human Derby, Kaiji decide vengar a sus amigos y competir en otro torneo de apuestas conocido como Teiai Group que, a su vez, tiene preparada la E-card. Tras perder una oreja durante el juego Kaiji consigue vencer a Yukio Tonegawa, el segundo puesto más alto de los ejecutivos en Teiai. Juega nuevamente con Kazutaka Hyodou, el presidente de Teiai, pero esta vez pierden ambos, además, del dinero que ganó en E-card y cuatro de sus dedos.

### Juego 1: Piedra, Papel y Tijeras Restringido (Gentei Janken)
Los participantes son conducidos al barco de la esperanza, el Espoir, donde tendrán que jugar durante cuatro horas. A cada uno se le dan cuatro cartas de Piedra, cuatro de Papel y cuatro de Tijeras, así como tres estrellas y un préstamo por la cantidad que elijan entre uno y diez millones de yenes. El interés es de 1,5% cada diez minutos. Los participantes deben jugar entre ellos a Piedra, Papel y Tijeras y descartar las cartas después de cada uso. El perdedor debe darle una de sus estrellas al ganador y el que se quede sin estrellas pierde automáticamente. Al finalizar el tiempo, los que tengan tres estrellas o más y que además hayan jugado todas sus cartas son declarados ganadores, quedando el resto de jugadores como perdedores. El dinero que les fue prestado al inicio no está incluido en la deuda, que se cancela al empezar el juego. Si alguien se queda sin cartas y tiene tres o más estrellas antes de las cuatro horas, puede declararse ganador y pagar la deuda del préstamo del día actual con los intereses hasta donde hayan llegado. Los perdedores son llevados a otra habitación y hay rumores de que son asesinados, usados para experimentos médicos u obligados a realizar trabajos forzados durante años hasta saldar sus cuentas. Kaiji es estafado al poco de comenzar el juego y se queda solo con una estrella y una carta, pero inmediatamente después se encuentra con el hombre culpable de su deuda con la mafia.

### Juego 2: Derby Humano (Ningen Keiba)
Los participantes se dividen en cinco grupos de doce y solo juega un grupo a la vez. Los doce integrantes de cada grupo se dividen en subgrupos de tres que se verán obligados a atravesar una viga de 25 metros de largo y aproximadamente 15 centímetros de ancho con una caída de unos 10 metros. Entre los doce de cada grupo, el primero que llegue al final gana un ticket por valor de 20.000.000 de yenes, y el segundo, otro por 10.000.000 yenes. Si alguien toca el puente con las manos es descalificado. Kaiji, que salió segundo en su puente, se vio tentado a empujar al primero al ver que las personas de los otros puentes hacen lo mismo, incluso el que está detrás de él, aunque saben que una caída como esa puede ser fatal.

### Juego 3: Derby Humano 2
Los dos ganadores de cada grupo de Derby Humano deben cruzar de un edificio a otro en menos de dos horas atravesando un puente de 25 metros de largo y 15 centímetros de ancho aproximadamente, la altura es tan grande que no se sabe con exactitud, aunque se dice que supera los 70 metros. Quien toca el puente con las manos es descalificado, pero esta vez el puente está electrificado y cualquiera que lo toque con las manos recibirá una descarga que le hará perder el equilibrio inevitablemente. Los participantes no deben competir entre ellos, ni empujarse ni apresurarse; a quien llegue se le canjeará el cheque por dinero, claro que esta vez lo que está en juego es su vida. Kaiji hizo que todos se animaran y aumentó la confianza del grupo, pero durante el cruce del puente les entró pánico por la idea de caerse y saber que si se sujetaban con las manos serían electrocutados y morirían. Los concursantes llegan a tener alucinaciones y a perder la razón.

### Juego 4: E-Card
Ambos jugadores usan 3 tipos de cartas: Emperador, Ciudadano y Esclavo. El bando del Emperador contiene una carta del mismo y 4 ciudadanos; y el del Esclavo lo incluye a él y a 4 ciudadanos. El Emperador es la carta más poderosa y vence a los ciudadanos, que a su vez superan al esclavo. Pero el Esclavo, debido a que no tiene nada que perder, es capaz de ganar al Emperador. De este modo, el bando del Emperador es más fuerte, pero debe cuidarse de que el Esclavo del rival no acabe con su Emperador. Y, al ser el bando del esclavo el más débil, se quintuplica la suma si gana. Tonegawa y Kaiji jugarán 12 rondas, cambian de un bando a otro cada 3 turnos. Tonegawa apuesta dinero, pero Kaiji se ve forzado a apostar algo más valioso: un ojo o un oído.

### Juego 5: Rifa en la caja de pañuelos
Aunque Kaiji superó la prueba y fue capaz de ganar a Tonegawa en el E-Card, al ver cómo este fue castigado cruelmente por el presidente por su derrota, siente que el presidente es el verdadero enemigo y busca venganza contra él. Por ello, decide arriesgarlo todo y retarlo a una última apuesta: la rifa de la caja de pañuelos. Ambos jugadores sacan papeles de una caja de pañuelos por turnos: el primer jugador que saque el boleto ganador, que tiene un círculo dibujado, gana la apuesta. Ya que Kaiji eligió el método, el presidente escoge la cuantía, que fijó en 100.000.000 de yenes; pero como Kaiji solo tenía poco más de 20.000.000, debió apostar también cuatro dedos.

### Juego 6: Chinchiro Subterráneo
Debido a su desorbitada deuda, Kaiji es perseguido por el Grupo Teiai de nuevo, y se ve obligado a retomar su penoso estilo de vida. Un día, se cruza por casualidad con Endou, el hombre que le condujo al Espoir, y le pide que le lleve de nuevo a apostar como aquella vez. Sin embargo, Kaiji es llevado a una vida de trabajos forzados en un mundo subterráneo donde debe pasar hasta 15 años para satisfacer su deuda. Una vez allí, trata de ahorrar dinero para comprar un ticket que le permite salir al mundo exterior durante un día, con el objetivo de apostar entonces para pagar su deuda y no volver más al subterráneo. No obstante, carece de la voluntad necesaria para ello y malgasta el poco dinero que recibe, llegando incluso a endeudarse más aún. Así, Ôtsuki, el jefe de la sección en la que trabaja Kaiji, le tienta para que participe en las apuestas nocturnas que organizan para pagar las deudas y ganar dinero, y así comprar el ansiado ticket. Kaiji acepta y se une a las partidas de Chinchiro, el cual se juega tirando 3 dados en un bol y apostando sobre el resultado.

### Juego 7: La Máquina de Pachinko "El Lodazal"
Gracias a los esfuerzos combinados de Kaiji y sus amigos del Subterráneo, consigue ganar suficiente dinero para comprar tickets para la superficie durante varios días. Antes de que se le acabe el tiempo, necesita reunir una cantidad que cubra las deudas de todos y así puedan ser libres, pero no halla la manera. Poco después de llegar al mundo exterior, un hombre llamado Sakazaki Kôtarô le propondrá un plan: ganar un jackpot de la máquina de Pachinko: "El Lodazal". El Pachinko viene a ser una mezcla entre pinball y máquina tragaperras, y en un casino ilegal propiedad del Grupo Teiai se encuentra la máquina de Pachinko más cara y demoníaca de todas, apodada "El Lodazal", porque engulle a los pocos jugadores que se atreven a jugar a ella, teniendo que pagar sumas fabulosas solo por una partida. Kaiji y Sakazaki se afanarán para ganar el jackpot de "El Lodazal" a toda costa, ya que este puede ascender a los 700.000.000 yenes.

### Juego 8: Mahjong de campo minado "17 pasos" (Actualmente solo está en el manga)
Un año después, Kaiji se ve forzado a buscar suerte en un casino en unas partidas de Mahjong dónde se apuestan grandes sumas de dinero, donde dos de sus amigos rescatados del Subterráneo ahora trabajan para el Grupo Teiai; aunque estos le prometen hacer trampa para dejarlo ganar, él desconfía ya que sabe lo que pasaría si descubren su plan.

### Juego 9: El juego del salvador (Actualmente solo está en el manga)
Es un juego de vida o muerte, diseñado por Kazuya, para probar si la amistad entre tres hombres endeudados (Mario, de las Filipinas, Chang, de China, y Mitsuyama, de Japón) es una verdadera unión. Los tres se sientan verticalmente en forma de escalera, atados a sus asientos con cinturones de seguridad que solo pueden ser soltados uno a la vez mediante un botón, además no se les permite mirar detrás de ellos. Cada uno de ellos lleva un casco con una luz en la parte superior. Al comienzo de cada ronda del juego, la recompensa actual se duplica y uno es llamado "salvador" mientras que los dos restantes son nombrados "rehenes", lo cual se decide a través de la luz en sus cascos. El “Salvador” debe soltar el cinturón de seguridad después de 30 segundos, pero antes de los 60, y presionar un botón a través del cuarto, de lo contrario los cascos de los dos rehenes aplastarán sus cabezas. Los participantes deben usar habilidades de deducción y observación para determinar si son el salvador o el rehén (el jugador en la parte superior de la escalera está en la mejor posición para esto, ya que él puede ver las luces de los otros dos jugadores). A mitad de camino a través del juego, Kazuya revela que, si el Salvador no puede rescatar a los dos rehenes, él consigue el doble de recompensa de la ronda actual. Kaiji es llevado como observador a este juego y, con frecuentes vítores en los tres hombres, desafía la visión corrompida de Kazuya sobre la naturaleza humana.

### Juego 10: One poker (Actualmente solo está en el manga)
Una variante del póker clásico en la que compiten Kaiji y Kazuya.

## Spin-offs
Kaiji cuenta con algunos spin-offs centrados en sus personajes secundarios, que son 'Tonegawa','Otsuki' y 'Seiya Ichijo'. Solo el de 'Tonegawa' tuvo adaptación a un anime llamada (Chuukan kanriroku Tonegawa-kun).